# Lara Dutta
Lara Dutta (en hindi: लारा दत्ता भूपति) és una actriu i model de l'índia. Dutta és una Ambaixadora de Bona Voluntat (Fons de Població de les Nacions Unides).
Es va graduar de la Universitat de la Mumbai amb llicenciatura en economia. Va guanyar els títols de Miss Femina Índia, Miss Intercontinenetal 1997 i Miss Univers 2000. L'any 2001 va sortir amb Derek Jeter. Va protagonitzar les pel·lícules reeixides de Bollywood Andaaz, (2003) Masti (2004), No Entry (2005) i Partner (2007).